# كاتدرائية سالزبوري
كاتدرائية سالزبوري هي كاتدرائية تتبع كنيسة إنجلترا تقع في مدينة سالزبوري، إنجلترا.